# Анджела Георгіу
Анджела Георгіу (рум. Angela Gheorghiu; нар. 7 вересня 1965 року, Аджуд, Вранча) — румунська оперна співачка, сопрано.

## Біографія
На оперній сцені дебютувала в Бухаресті в 1988 році. 3-я премія на міжнародному конкурсі вокалістів «Бельведер» (Відень, 1990). На міжнародній оперній сцені дебютувала в 1992 році (Ковент-Гарден, Лондон). Георгіу виступала у виставах провідних труп світу, співпрацювала з театрами Метрополітен Опера, Ковент-Гарден, Ла Скала, Віденською державною оперою та іншими знаменитими колективами. У Росії гастролювала в 1998 і 2009 роках, виступаючи у складі Московського державного академічного симфонічного оркестру.
У другому шлюбі (з 1996) з тенором Роберто Аланьєю.

## Дискографія
- Arias Decca 1996
- Любовний напій (Доніцетті) Decca 1997
- Mysterium — Sacred Arias Decca 2001
- Богема (Пуччіні) Decca
- Травіата (Верді) Decca
- Ластівка (опера) (Пуччіні) EMI
- Вертер (опера) (Массне) EMI
- Манон (Массне) EMI
- Тоска soundtrack (Пуччіні) EMI
- Il Trittico (Пуччіні) EMI
- Verdi: Requiem (Верді) EMI
- Трубадур (Верді) EMI
- Ромео і Джульєтта (Гуно) EMI
- Live From La Scala EMI 2007